# جيمس إي. هاريس
جيمس إي. هاريس (بالإنجليزية: James Harris) هو سياسي أمريكي، ولد في 27 مايو 1840 في مقاطعة ليكنغ في الولايات المتحدة، وتوفي في 2 سبتمبر 1923 في مقاطعة سان بيرناردينو في الولايات المتحدة. حزبياً، نشط في حزب الشعب.